# Maladie de Charcot-Marie-Tooth type 1
 Mise en garde médicale
La maladie de Charcot-Marie-Tooth type 1 est la plus fréquente des neuropathies héréditaires du groupe des maladies de Charcot-Marie-Tooth (environ 50 % des cas). C'est une maladie dont la transmission génétique est autosomique dominante et qui affecte la myéline.
La démyélinisation des nerfs périphériques se manifeste par une faiblesse musculaire des muscles distaux avec atrophie musculaire, une perte de la sensibilité et une diminution de la conduction nerveuse. Elle progresse lentement et est souvent associée à des pieds creux. Le début commence entre 5 et 25 ans. Moins de 5 % des malades perdront leur autonomie avec nécessité d'une chaise roulante[réf. nécessaire]. L'espérance de vie n'est pas diminuée.

## Étiologie
Le tableau ci-dessous résume les différents sous-types, la fréquence, les gènes, les chromosomes et les protéines impliqués dans la maladie de Charcot-Marie-Tooth type 1.
| Sous type | Fréquence | Gène           | Chromosome    | Protéine                                                      |
| --------- | --------- | -------------- | ------------- | ------------------------------------------------------------- |
| CMT1      |           | FBLN5,ARHGEF10 |               |                                                               |
| CMT1A     | 70-80 %   | PMP22          | 17p11.2       | Peripheral myelin protein 22                                  |
| CMT1B     | 5-10 %    | MPZ            | 1q22          | Myelin P0 protein                                             |
| CMT1C     | 5-10 %    | LITAF          | 16p13.3-p12   | Lipopolysaccharide-induced tumor necrosis factor-alpha factor |
| CMT1D     | < 2 %     | EGR2           | 10q21.1-q22.1 | Early growth response protein 2                               |
| CMT1E     | <5 %      | PMP22          | 1q22          | Peripheral myelin protein 22                                  |
| CMT1F     | <5 %      | NEFL           | 8p21          | Neurofilament triplet L protein                               |

## Incidence et prévalence
La prévalence des neuropathies héréditaires est estimée à 30 pour 100 000. La prévalence de la maladie de Charcot-Marie-Tooth type 1 est de 15 pour 100 000 et la type 1A est 10 pour 100 000.

## Description
La maladie peut se manifester dès l'enfance par des difficultés d'ordre physique affectant le plus souvent les membres inférieurs, mais aussi parfois les membres supérieurs : difficulté à courir, à sauter, à tenir en équilibre accroupi, à tenir sur les talons, à écrire. La faiblesse des muscles releveurs du pied fait que le pied a tendance à tomber vers l'avant, ce qui peut être cause de chutes fréquentes. La personne atteinte a tendance à compenser ce pied tombant en adoptant une façon particulière de marcher, le steppage, très caractéristique de la maladie.
Cette maladie est peu évolutive (très variable d'un sujet à l'autre) et n'a aucune influence sur l'espérance de vie. Son évolution lente permet souvent à la personne atteinte de s'adapter petit à petit à celle-ci. Le handicap physique qu'elle peut occasionner est très variable d'une personne à l'autre : peu ou pas de gêne dans la marche pour certains, plus importante chez d'autres. La station debout peut être pénible au bout de quelques minutes chez certaines personnes.
Les difficultés à marcher peuvent s'aggraver avec l'âge, mais la plupart des personnes atteintes se déplacent même à un âge avancé. On estime à 10 % la proportion de malades pour lesquels l'usage d'un fauteuil roulant se révélera indispensable[réf. nécessaire].
La maladie est due à un défaut de la myéline des nerfs périphériques qui ne joue plus correctement son rôle d'isolant de l'axone. Il en résulte une baisse de la vitesse de propagation de l'influx nerveux. Certains muscles sont alors moins innervés et s'affaiblissent.

## Diagnostic
Le diagnostic se fait d'abord par observation clinique : présence de pieds creux, forme particulière des doigts des pieds ou des mains, affaiblissement musculaire, façon caractéristique de marcher (le steppage) due à la faiblesse des muscles releveurs du pied qui est tombant, manque de sensibilité nerveuse (difficulté à distinguer le fait d'être piqué et d'être touché).
Ce premier diagnostic peut être confirmé par électromyogramme, qui doit permettre de détecter une vitesse de transmission de l'influx nerveux dans les membres inférieurs ou supérieurs nettement inférieure à la normale.
Afin de distinguer le type précis de maladie, un troisième diagnostic peut alors être mené par test génétique, les gènes responsables de certains types (mais pas tous) ayant été identifiés.

## Traitement et prise en charge
Il n'existe pas actuellement de traitement permettant de guérir la maladie. La kinésithérapie permet cependant de ralentir son évolution ou permet au malade de s'adapter à cette évolution. L'usage de chaussures orthopédiques, de releveurs de pieds ou d'une canne sont d'un grand secours pour faciliter la marche. Des petits appareils techniques peuvent également aider le malade pour écrire, tourner une clef, dévisser un bouchon. En cas de déformation importante des pieds, la chirurgie orthopédique peut être envisagée.
La fatigabilité est un aspect fréquent de la maladie. Elle se manifeste par une diminution rapide de la force musculaire au cours d'un effort, ou par une propension plus ou moins grande à être fatigué. Le patient atteint de CMT se doit de doser ses activités pour ne pas atteindre un seuil limite où il se retrouverait épuisé, mais une inactivité totale est également néfaste.

## Essais précliniques
Plusieurs essais précliniques sont menés, essentiellement sur des modèles murins de la CMT. Ces essais permettent de tester des médicaments sur des souris atteintes de la CMT avant d'envisager des essais cliniques sur l'homme.

## Essais cliniques

### CMT1A et essai sur l'acide ascorbique
C'est au cours des essais précliniques menés sur des souris transgéniques humanisées (portant le gène humain impliqué dans la maladie) que l'acide ascorbique (vitamine C) s'est révélé pouvoir avoir une fonction remyélinisante donc bénéfique pour lutter contre l'une des plus fréquentes neuropathies périphériques, la maladie Charcot Marie Tooth de type 1A. L'essai clinique chez l'homme est alors envisagé. 180 volontaires atteints de la variante 1A de la maladie de Charcot-Marie-Tooth ont accepté entre 2005 et 2008 de participer à un essai clinique dit en double aveugle. Les patients ont été répartis aléatoirement dans trois groupes, chaque groupe prenant soit le placebo, soit un gramme ou trois grammes d'acide ascorbique par jour pendant un an. Au vu des résultats partiels, le Comité des médicaments orphelins de l'Agence Européenne a donné un avis positif sur la reconnaissance de l'acide ascorbique comme « médicament orphelin »,. La dose de trois grammes demande un suivi médical très strict, car cette dose peut entraîner des calculs rénaux au bout de quelques années (l'expérimentation, elle, ne portant que sur un an). L'état des patients est mesuré à partir de deux scores, le CMTNS et le CMT-ES.
À l'issue de ces essais, il apparaît qu'il n'existe aucune différence statistique significative sur le score CMTNS entre les trois groupes de patients, mais qu'il existe une différence statistique significative sur le score CMT-ES entre le groupe à 3 g/jour et les deux autres groupes. Il en résulte que l'essai thérapeutique ne peut, dans l'immédiat, conduire à une classification de l'acide ascorbique comme médicament pouvant traiter la CMT 1A, avant que d'autres essais thérapeutiques, sur une période plus longue, ne soient menés. Il est rappelé que l'absorption d'acide ascorbique à haute dose sur une longue période doit être suivie médicalement, des risques de calculs rénaux pouvant survenir, et qu'une telle absorption est totalement déconseillée aux femmes enceintes et aux enfants.
Un deuxième essai, mené aux États-Unis et portant sur 110 patients, n'a pas montré non plus de différence significative entre les malades ayant reçu un traitement et ceux ayant reçu un placebo.

### CMT1A et essai sur le PXT3003
Le PXT3003 est une combinaison, à faibles doses, de trois médicaments déjà prescrits pour d'autres pathologies, le baclofène, le naltrexone, le sorbitol. Il a obtenu le statut de médicament orphelin dans l'Union européenne, et aux USA en 2014. En 2010, l'administration de ce médicament sur des modèles murins de la CMT a montré que la surexpression du gène PMP22, une des causes de la CMT, était inhibée. Un essai de phase II sur 80 patients a montré une bonne tolérance au traitement. Un essai de phase III portant sur 300 patients a été lancé début 2016, portant sur 323 patients aux États-Unis, Canada et Europe,. Cet essai s'étant révélé positif, le traitement est en cours de demande d'autorisation de mise sur le marché et devrait être commercialisé en 2020 ou 2021.

### CMT1A et essai sur l'acétate d'ulipristal
En 2016 s'est ouvert un essai thérapeutique de phase II portant sur l'acétate d'ulipristal et visant les malades atteints de CMT1A. Cette molécule est un anti-progestérone, commercialisé pour d'autres indications chez la femme. La progestérone augmente l'expression de la protéine PMP22 en cause dans la CMT1A. En administrant de l'acétate d'ulipristal, on espère diminuer l'action de la progestérone, réduisant ainsi la production de PMP22. L'essai avait pour but de mesurer l'effet à long terme et la tolérance du médicament dans le traitement de la maladie. Compte tenu de l'importance du rôle hormonal de la progestérone chez la femme, l'essai ne portait que sur des volontaires masculins. L'essai a été arrêté prématurément en novembre 2017 en raison de quatre signalements européens d’atteintes hépatiques graves chez des patientes traitées par acétate d’ulipristal.

### CMT1A et essai sur la méxilétine
En 2017, un essai de phase II portant sur la mexilétine est en cours d'analyse aux États-Unis. Le médicament a pour but de réduire les crampes chez les patients atteints de CMT1A.
Un autre essai, mené dans le même but, est mené avec le composé FLX-787.

### CMT1A et essai sur la neurotrohine
La neurotrophine 3 est un polypeptide qui joue un rôle dans la croissance et la survie des cellules
de Schwann qui forment la myéline. Chez les souris modèles de CMT1A, le gène de
la neurotrophine 3 a été introduit par thérapie génique à l’aide d’un vecteur virus. Le traitement s'est révélé efficace à long terme et a amélioré la fonction motrice des souris. Un essai sur l'homme a débuté en 2017 aux États-Unis.

### CMT1 et CMTX, et essai sur l'ACE-083
En 2017, un recrutement d'essai de phase II auprès de patients atteints de CMT1 et CMTX a lieu aux États-Unis portant sur la molécule ACE-083. Injectée dans les muscles, elle aurait pour but d'augmenter le volume musculaire,.

## Conseil génétique
La propagation de la maladie se fait par transmission autosomique dominante, ce qui signifie qu'un parent atteint a un risque sur deux de transmettre sa maladie à l'un de ses enfants, et que les enfants non atteints sont totalement indemnes.
Un adulte atteint et ayant connaissance de cette atteinte ne pourra pas éviter de se poser la question de la transmission possible à ses futurs enfants. S'il est faiblement atteint, la possibilité d'une transmission sera le plus souvent acceptée, compte tenu du fait que la maladie n'est pas mortelle et, dans la grande majorité des cas, permet de mener une vie quasi-normale.
La question est beaucoup plus cruciale pour un adulte souffrant gravement de la maladie depuis son enfance et qui ne souhaite pas que ses enfants partagent le même sort. La maladie n'étant pas mortelle, elle ne fait pas partie des maladies pouvant donner lieu à un diagnostic préimplantatoire[réf. nécessaire]. Un test prénatal reposant sur des analyses génétiques effectuées sur de l'ADN extrait du liquide amniotique peut être effectué[réf. nécessaire]. Mais il faut peser soigneusement les risques d'avortement possible que peut provoquer ce type d'examen et qui peuvent toucher un fœtus indemne. Il faut également tenir compte du fait que la maladie de l'enfant n'a pas toujours la même gravité que celle du parent. Se posent également des questions éthiques liées à l'eugénisme. Le conjoint doit évidemment être parfaitement informé, et la consultation d'un médecin généticien est indispensable.

## Sources
- CMT-France
- Maladies de Charcot-Marie-Tooth démyélinisantes (type 1) AFM France
- (en) GeneTests: Medical Genetics Information Resource (database online). Copyright, University of Washington, Seattle. 1993-2005